# Filemona
Filemona – imię żeńskie pochodzenia greckiego, żeńska odmiana imienia Filemon. Oznacza "serdeczna, czuła, tkliwa, miłująca".
Filemona imieniny obchodzi 8 marca, 21 marca i 22 listopada.